# Ganso

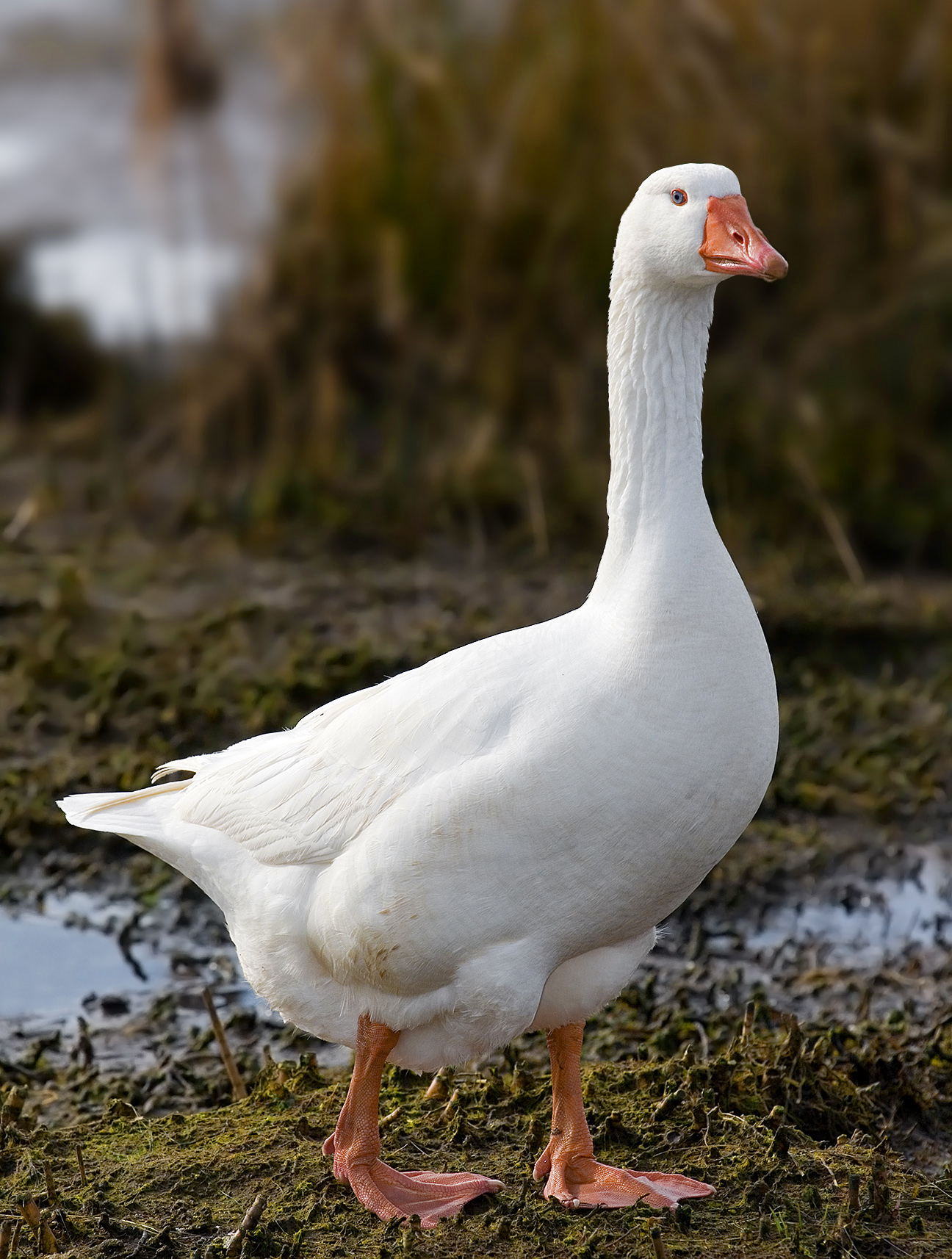
Ganso doméstico u oca (Anser anser domesticus)

Se llama comúnmente gansos, ánsares u ocas a algunas aves de la subfamilia Anserinae, de la familia Anatidae, aunque también se denomina así a algunas aves de la subfamilia Tadorninae, así como a la especie Anseranas semipalmata, de la familia Anseranatidae.
Familia Anatidae:
- Subfamilia Anserinae
  - Género Anser
    - Anser albifrons - ganso careto
    - Anser anser - ganso común - Europa templada y Asia.
    - Anser brachyrhynchus - ganso piquicorto
    - Anser cygnoides - ganso cisnal - zona templada del este de Asia; inverna al sur.
    - Anser erythropus - ganso chico - subártico de Europa y Asia; inverna al sur.
    - Anser fabalis - ganso campestre.
    - Anser indicus - ganso indio.

  - Género Branta
    - Branta bernicla - barnacla carinegra.
    - Branta canadensis - ganso canadiense.
    - Branta hutchinsii - barnacla de Hutchins o reidora.
    - Branta leucopsis - barnacla cariblanca.
    - Branta ruficollis - barnacla cuellirroja.
    - Branta sandvicensis - ganso de Hawái.

  - Género Cereopsis
    - Cereopsis novaehollandiae - ganso cenizo - sudeste de Australia, residente o nómada. Distinto de los otros gansos que pertenecen a la subfamilia.

  - Género Chen - gansos blancos (algunos los clasifican como subgénero de Anser)[1]
    - Chen caerulescens - ganso nival - ártico o subártico de Norteamérica; inverna al sur.
    - Chen canagica - ganso emperador - costas árticas del Océano Pacífico; inverna a corta distancia del sur.
    - Chen rossii - ganso de Ross - ártico de Norteamérica; inverna al sur.

  - Género Cnemiornis † - gansos de Nueva Zelanda; extintos en época prehistórica.
    - Cnemiornis calcitrans † - Nueva Zelanda, Islas del Sur; extinguido en época prehistórica.
    - Cnemiornis gracilis † - Nueva Zelanda, Islas del Norte; extinguido en época prehistórica.

- Subfamilia Tadorninae
  - Alopochen aegyptiaca - ganso de Nilo o ganso egipcio.
  - Chloephaga picta - ganso de Magallanes.
  - Plectropterus gambensis - ganso espolonado.

Familia Anseranatidae:
- Anseranas semipalmata - ganso urraca o ganso overo.

## Etimología
La palabra «ganso», en idioma español, proviene del protogermánico *gans, que proviene de *ǵʰans-, en idioma protoindoeuropeo.

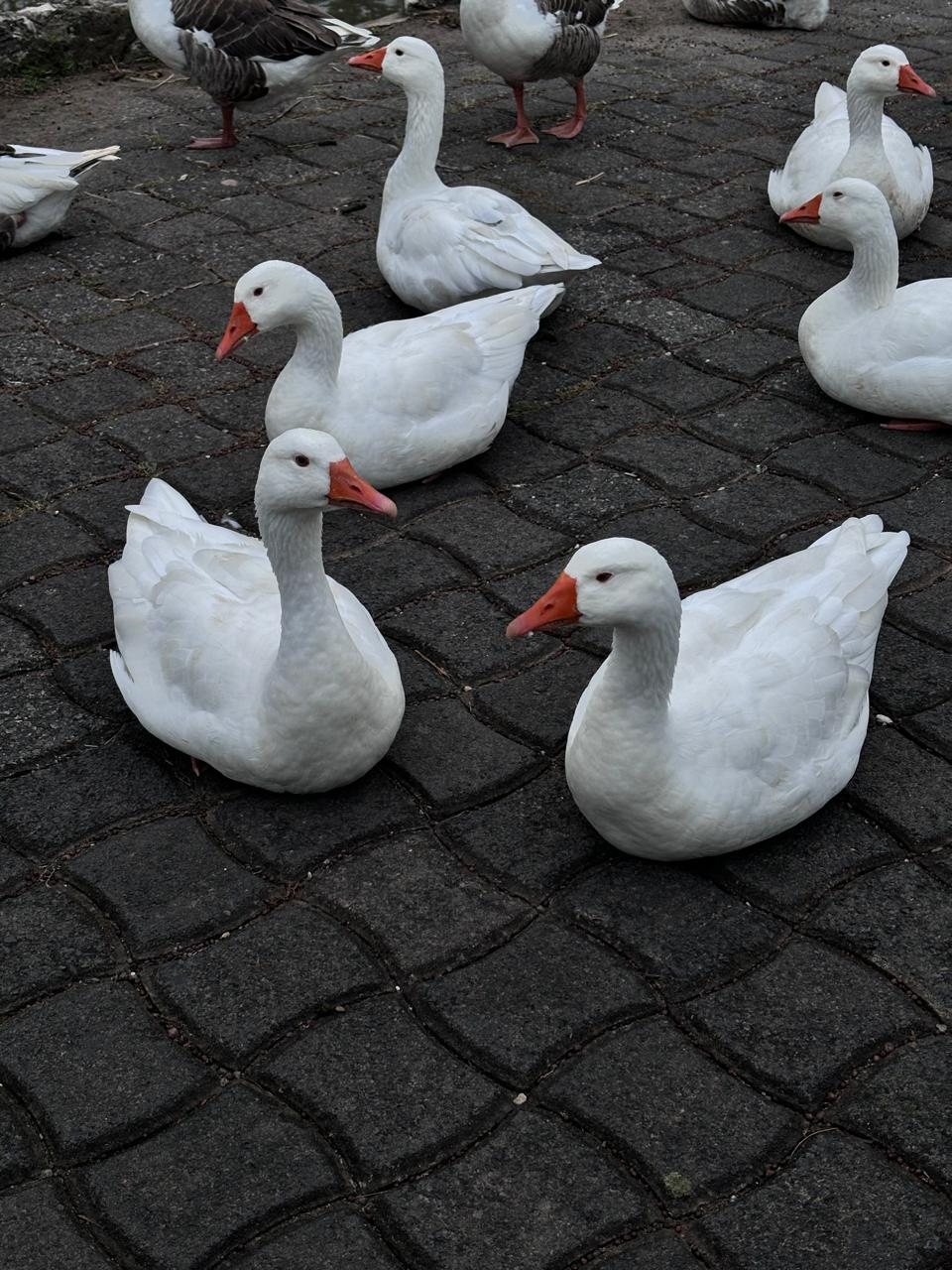
Gansos en Xalapa, Veracruz.

«Ganso» desplazó de la lengua corriente al español «oca» ―que provenía del latín vulgar auca (/áuka/), que provenía de latín ávica (/áuika/). 
A su vez, «oca» había desplazado al español «ánsar» ―que provenía del latín clásico anser (/ánser/), procedente del idioma indoeuropeo *ǵʰans-. Este produjo con el tiempo numerosos cognados en Asia y Europa:
- jansa (हंस) en idioma sánscrito
- zā en idioma avéstico
- ğâz (غاز) en idioma persa
- khén (χήν) en idioma griego antiguo
- gatë en  idioma albanés
- géen en idioma irlandés
- zùoss en  idioma letón
- gus (гусь) en idioma ruso
- ġoz (ғоз) en idioma tayiko
- x”az (хъаз) en idioma oseta
- khāzâ (قازه) en idioma pashto
- *kāŕ'' en prototúrquico
- *kaz en idioma turco
- gans, en idioma neerlandés
- goos en idioma bajo sajón
- goes en idioma frisón
- gås, en idioma danés
- gås, en idioma noruego
- gås, en idioma sueco
- gans en idioma alemán
- gandz (גאַנדז) en idioma ídish
- goose (/gús/) en idioma inglés
- ganso en idioma gallego
- ganso en idioma portugués

## Curiosidad sobre gansos como guardianes de una prisión
En la cárcel de São Pedro de Alcântara, Brasil, las tareas de vigilancia han sido asumidas de manera inusual por gansos en lugar de perros. Desde 2009, la Secretaría de Administración Penitenciaria y Socioeducativa optó por utilizar gansos debido a su eficacia, bajo costo y características únicas, como permanecer despiertos por más tiempo, caminar en grupos y alertar con graznidos ante la presencia de intrusos, brindando así un enfoque singular en la seguridad penitenciaria.